# Campionato mondiale cadetti di scherma 1991
Il Campionato mondiale cadetti di scherma del 1991 ("1991 World Cadets Fencing Championships") è stato organizzato dalla Federazione internazionale della scherma e si è svolto a Foggia in Italia dal 7 al 8 maggio.
Nel fioretto, si sono aggiudicati i titoli del campionato mondiale l'italiano Lorenzo Taddei, che ha battuto in finale il russo Mikhail Krinitsine, e l'italiana Valentina Vezzali che ha avuto la meglio sulla magiara Magdolna Madarasz.
Nella spada l'australiano Seamus Robinson ha battuto in finale il polacco Marek Jendrys, ottenendo il titolo mondiale cadetti maschile, mentre tra le donne la tedesca Imke Duplitzer ha superato la greca Nikī Sidīropoulou.
Nella sciabola il francese Gildas Cugino prevale sull'italiano Domenico Pastore.

## Podi

### Uomini
| Specialità  | Oro             | Argento            | Bronzo        |
| Individuali |                 |                    |               |
| Fioretto    | Lorenzo Taddei  | Mikhail Krinitsine | David Soulier |
| Spada       | Seamus Robinson | Marek Jendrys      | Claus Mørch   |
| Sciabola    | Gildas Cugino   | Domenico Pastore   | Viktor Egorov |

### Donne
| Specialità  | Oro               | Argento           | Bronzo              |
| Individuali |                   |                   |                     |
| Fioretto    | Valentina Vezzali | Magdolna Madarasz | Aida Mohamed        |
| Spada       | Imke Duplitzer    | Nikī Sidīropoulou | Dominika Butkiewicz |

## Medagliere
| Pos.   | Nazione    | Oro | Argento | Bronzo | Totale |
| ------ | ---------- | --- | ------- | ------ | ------ |
| 1      | Italia     | 2   | 1       | 0      | 3      |
| 2      | Francia    | 1   | 0       | 1      | 2      |
| 3      | Germania   | 1   | 0       | 0      | 1      |
| 3      | Australia  | 1   | 0       | 0      | 1      |
| 5      | Ungheria   | 0   | 1       | 1      | 2      |
| 5      | Polonia    | 0   | 1       | 1      | 2      |
| 7      | Russia     | 0   | 1       | 0      | 1      |
| 7      | Grecia     | 0   | 1       | 0      | 1      |
| 9      | Norvegia   | 0   | 0       | 1      | 1      |
| 9      | Kazakistan | 0   | 0       | 1      | 1      |
| Totale | Totale     | 5   | 5       | 5      | 15     |